# 谢恩·里斯
谢恩·里斯（英語：Shayne Reese，1982年9月15日—），澳大利亚女子游泳运动员。她曾代表澳大利亚参加2004年和2008年夏季奥林匹克运动会游泳比赛，其中2008年奥运会获得一枚金牌和一枚铜牌。